# Климець Павло Анатолійович
Павло Анатолійович Климець (нар. 23 липня 1967 року, Донецьк) — український політик, підприємець.

## Біографія
Народився 23 липня 1967 року в м. Донецьк, у 2006 році переїхав з родиною в м. Київ. Український підприємець, засновник і директор Інституту Вільних Економічних Зон, СЕО OLYMP GROUP, народний депутат V-VI скликання

### Освіта
Закінчив Донецький технікум промислової автоматики, Донецький національний університет за спеціальністю «Фінанси і кредит». Кандидат наук з державного управління.

### Трудова діяльність
З 1985 року працював електрослюсарем в підземному БУ № 4, трест «Донецькшахтопроходка». У 1986–1988 роках проходив службу в Радянській Армії. 1992 року обійняв посаду директора АТЗТ «Побуттехніка». З 1997 до 2013 року — СЕО групи компаній «Олімп»
2013 рік — перший заступник голови правління ПАТ «ДПЗКУ»  З 2013 і по теперішній час Президент ПрАТ "Олімп"
Входить до рейтингу найбагатших людей України за версією журналу «Фокус».

### Кримінальна справа в Росії
На початку квітня 2019 року Павло Климець був затриманий у Москві за підозрою у даванні хабара в особливо великому розмірі. Суд обрав запобіжний захід у вигляд тримання в СІЗО. За інформацією російського видання «Коммерсантъ», його візит до Москви був пов'язаний із його спробою обговорити долю належних йому активів на Донбасі, контроль над якими ним було фактично втратив у 2014 році, оскільки йому запропонували віддати або задешево продати.
Пресненський суд Москви 23 серпня 2021 року призначив дев'ять років позбавлення волі в колонії суворого режиму.

## Політична діяльність
У 2006 році обраний народним депутатом V скликання Верховної Ради України і очолив парламентський підкомітет з питань регулювання ринків алкоголю і тютюну комітету ВРУ з питань фінансової і банківської діяльності. З 2007 року — народний депутат VI скликання, член комітету ВРУ з питань АПК і земельної політики. З 2009 року — член тимчасової слідчої комісії ВРУ з питань розслідування неефективного використання державних активів у сфері АПК. За час роботи в ВРУ розробив і представив ряд законопроєктів з метою сприяння розвитку агропромислової галузі України. Ініціював законопроєкти в сферах ліцензування на ринку алкоголю і тютюну, акцизних зборів, розвитку виноградарства, садівництва і хмелярства, біологічних видів палива, реформування АПК і підтримки сільського господарства. Був членом «Партії регіонів», у 2010 році вийшов через незгоду з окремими діями керівництва партії

## Сімейний стан
Одружений, виховує двох синів і дочку

## Нагороди
- Орден «За заслуги» III ст.